# Sielsowiet wiszniewski (rejon biełowski)
Sielsowiet wiszniewski (ros. Вишневский сельсовет) – jednostka administracyjna wchodząca w skład rejonu biełowskiego w оbwodzie kurskim w Rosji.
Centrum administracyjnym sielsowietu jest sieło Wiszniewo.

## Geografia
Powierzchnia sielsowietu wynosi 52,97 km².

## Historia
Status i granice sielsowietu zostały określone 21 października 2004 roku.

## Demografia
W 2017 roku sielsowiet zamieszkiwało 752 mieszkańców.

## Miejscowości
W skład sielsowietu wchodzą miejscowości: Wiszniewo, Bachmutiec, Pierwomajskij.